# Harrison Shipp
Harrison Shipp (Lake Forest, 7 november 1991) is een Amerikaans voetballer. In januari 2017 tekende hij een contract tot het einde van het kalenderjaar bij Seattle Sounders.

## Clubcarrière
Op 9 januari 2014 tekende Shipp een 'homegrown'-contract bij Chicago Fire. Op 16 maart 2014 maakte hij tegen Portland Timbers zijn debuut voor Chicago. In zijn eerste seizoen bij de club speelde de middenvelder in drieëndertig competitiewedstrijden, waarin hij zeven doelpunten maakte en zes assists gaf. Shipp staat bekend om het vinden van ruimte op het veld en het vermogen om een splijtende pass te geven. Daarom wordt hij ook wel vergeleken met de Mexicaan Cuauhtémoc Blanco.
Op 13 februari 2016 verkaste de speler naar Montreal Impact in ruil voor onder meer allocatie geld.
Op 22 december 2016 liet Montreal Shipp naar Seattle Sounders gaan in ruil voor allocatie geld. Shipp maakte zijn (basis)debuut voor Sounders op 11 maart 2017, toen hij tegen zijn voormalige team met 2-2 gelijkspeelde. Hij scoorde zijn eerste doelpunt voor Sounders in een 3-1 overwinning op doel in een 3-1 op New York Red Bulls op 19 maart 2017.